# L'Empire de poussière

L'Empire de poussière est un cycle de fantasy en trois volumes écrit par Nicolas Bouchard et paru aux Éditions Mnémos entre 2002 et 2004. Il s'inspire de la Mythologie nordique notamment des Eddas de Snorri Sturluson, et de l'histoire Allemande.
L'époque du récit est un mélange du milieu du XIXe siècle et de la Renaissance. 

## Résumé de l'histoire
Jadis la déesse Freyja maintenait la cohérence de ce monde, mais elle a disparu. Depuis lors, les Dökkalfars assurent la régence en attendant son retour. Ils dominent les autres peuples grâce à une puissante armée, la maîtrise des igdunars, et les Mundilfœris. De plus, cette disparition a pour effet l'affaiblissement des pouvoirs des descendants de Freyja et donc la lente chute vers le Niflheimr. Seule la naissance d'un « parfait », un être aux pouvoirs exceptionnels et réincarnation de la déesse Freyja, pourra changer le cours des choses. Or, un « parfait » est sur le point de naître. L'archi-volvä de la confrérie des prêtres Ljosalfars envoie ses deux plus fidèles élèves : Meinharth et Anke à la recherche de l'enfant. L’aventure commence…